# Hladomorna

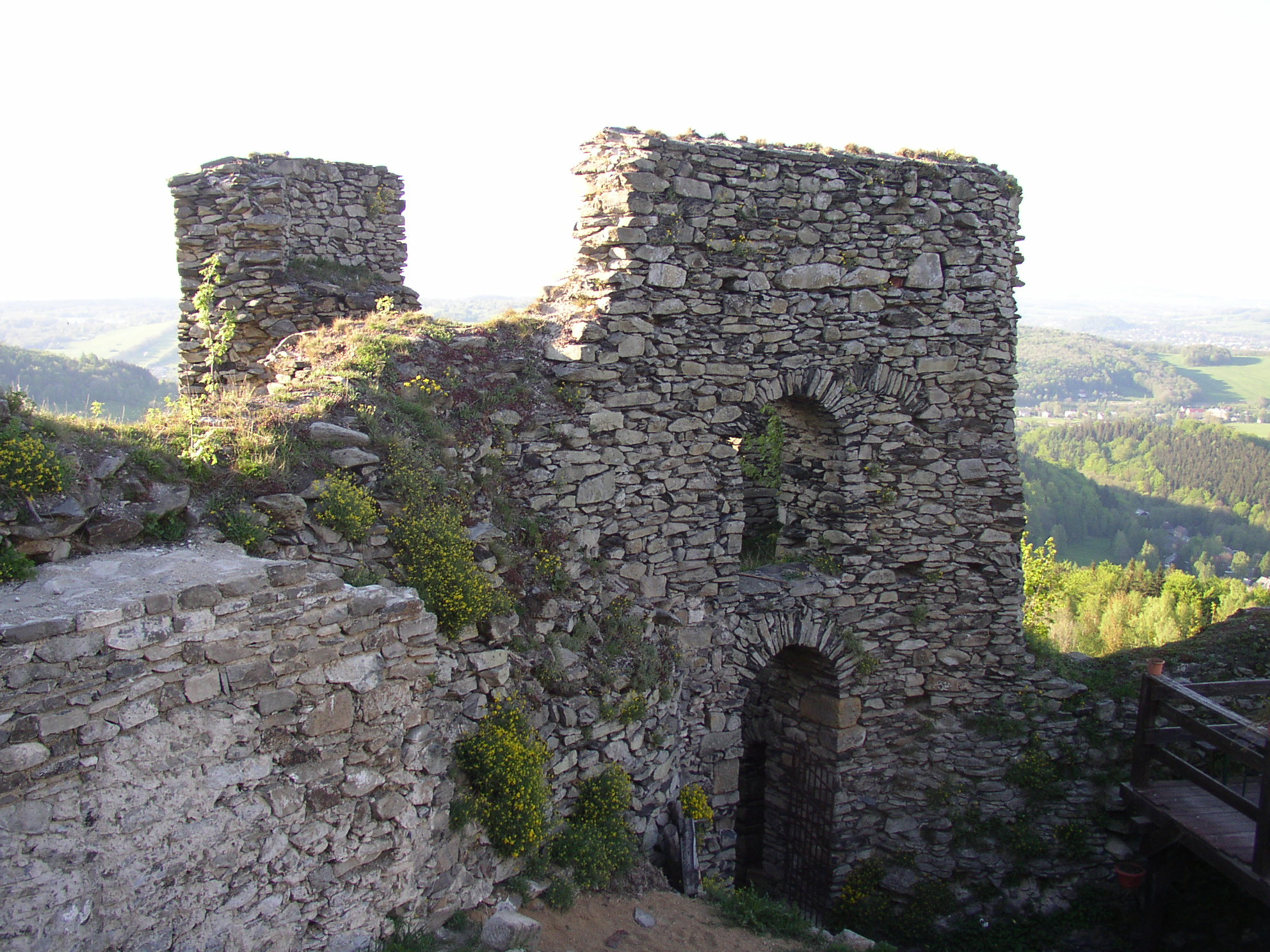
Hladomorna na Tolštejně

Hladomorna je vězení v nejspodnějším podlaží hradní věže, přístupné pouze shora, zpravidla zaklenuté.  Měla sloužit k potrestání provinilců, kteří zde umírali hladem a žízní. Podle některých názorů však ve většině hradů tyto prostory nesloužily jako hladomorny, ale sýpky na obilí.
Hladomorny jsou součástí většiny evropských hradů, například na Křivoklátě se lze setkat s hladomornami ve věžích. Jako hladomorna je též označován prostor s kruhovým přístupem shora, nacházející se v pražské věži Daliborka. Zda byl k takovému účelu skutečně užíván, není prokázáno.